# Исит
Исит (якут. Иһит) — село в Хангаласском улусе Республики Саха (Якутия) России. Административный центр Иситского наслега.

## География
Село находится на юге центральной части Якутии, на левом берегу реки Лены, на расстоянии примерно 209 километров (по прямой) к юго-западу от города Покровска, административного центра улуса. Абсолютная высота — 138 метров над уровнем моря. Самый западный и одновременно самый южный населенный пункт Хангаласского улуса.
Климат
Климат характеризуется как резко континентальный. Средняя температура воздуха самого тёплого месяца (июля) составляет 19 °C; самого холодного (января) — −40 °C. В отдельные годы амплитуда между январём и июлем может достигать практически 70 С, а перепад температуры за год доходить до 96. Среднегодовое количество атмосферных осадков составляет 200—350 мм.
Часовой пояс
Село Исит находится в часовой зоне МСК+6. Смещение применяемого времени относительно UTC составляет +9:00.

## Население
| 2002 | 2010 | 2021 |
| ---- | ---- | ---- |
| 374  | ↘312 | ↘252 |

Половой состав
По данным Всероссийской переписи населения 2010 года в гендерной структуре населения мужчины составляли 49,7 %, женщины — соответственно 50,3 %.
Национальный состав
Согласно результатам переписи 2002 года, в национальной структуре населения русские составляли 64 %, якуты — 30 %.

## Улицы
Уличная сеть села состоит из пяти улиц и пяти переулков.